# Julio Herrera Velutini
Julio Martín Herrera Velutini (Caracas, Venezuela, 15 de diciembre de 1971) es un empresario multimillonario ítalo venezolano fundador de Britannia Financial Group. Proviene de una de las 20 familias mantuanas que gobernaron la ciudad de Caracas desde el siglo XVII (Los Amos del Valle). La familia Herrera Velutini ayudó a establecer el Banco central, fundó el banco Caracas y creó una moneda nacional independiente. Es el Pater familias de los bienes y del grupo familiar que más tierras posee en Venezuela.

## Inicios y preparación
Educado y formado en The American School of London (Gran Bretaña), The American School of Switzerland (Suiza) y la Universidad Central de Venezuela (UCV) de la que se graduó en 1990. Con más de 30 años de experiencia en el mundo de la banca y las finanzas, Julio Herrera Velutini representa la séptima generación de banqueros de su familia.

## Ascendencia
La familia Herrera Velutini es una de las mayores terratenientes de Venezuela. Su historia se remonta a la España del siglo XIV en el Reino de Castilla, donde comenzó con Pedro García de Herrera y Rojas, Señor de Ampudia y de la Casa de Herrera, hasta consolidar una dinastía de terratenientes, conquistadores, comerciantes y más tarde, banqueros con influencia en España, Canarias, Latinoamérica, Alemania e Inglaterra. También ha marcado su influencia en el comercio y la moda en España, Norteamérica y Latinoamérica, y más recientemente en el Reino Unido y otros países. La mayoría del patrimonio familiar proviene de la herencia de los negocios y actividades de la familia en el campo de las finanzas, la banca y los bienes inmuebles desde el siglo XIV.
En su árbol familiar destaca José Herrera Uslar, embajador de Venezuela en Suecia quien en 1950 impulsó la adopción de niños huérfanos de la Segunda Guerra Mundial. Herrera Uslar organizó el traslado de 1000 niños huérfanos refugiados en Suiza que llegarían al país en lotes de 50 y serían llevados a la colonia de Catia La Mar, donde permanecerían mientras eran adoptados por familias venezolanas.
También destaca José Antonio Velutini, militar, político y diplomático venezolano, que ocupó cargos de congresista, presidente de estado, embajador, ministro y vicepresidente de la república a inicios del siglo XX. Obtuvo numerosas condecoraciones por sus logros políticos y militares.

## Carrera bancaria
A principios de los 90 comenzó a trabajar en la Bolsa de Valores de Caracas en la firma Multinvest Casa de Bolsa, donde formó parte de la directiva hasta el año 1998. Ese mismo año se convirtió en consejero delegado de Transban Investments Corp, pasando a ser uno de sus principales accionistas y alto directivo de empresas como Kia Motors of Venezuela, BMW de Venezuela, BBO Financial Services, Transporte de Valores Bancarios de Venezuela (empresa de transporte de valores), Bolívar Banco Universal, donde fue Presidente del Consejo de Administración.
A comienzos de los dosmil adquirió empresas como Caja Caracas Casa de Bolsa e IBG Trading (EE. UU.) En el año 2006, junto al tren ejecutivo financiero de Transbanca y sus socios, adquiere el control de las empresas Banco Real y Banreal International Bank Hasta febrero de 2009 fue presidente del Consejo de Administración de Banco Real, y Banreal Holding (España), que posteriormente vendió debido a la inestabilidad económica y política y al deterioro de América Latina. También ocupó posiciones directivas en Banco Activo Banco Comercial.
En 2008, con una inversión de 5 millones de dólares que llegó a formar un capital de más de 60 millones gestionando activos por unos 600 millones, funda Bancredito International Bank & Trust Corporation (Bancrédito). También crea la fundación Bancrédito y Bancredito Financial Services. En 2016 El Grupo Bancrédito se expandió con la adquisición de Consultiva  Wealth Management, una firma de asesoría de inversiones registrada y regulada por la Securities and Exchange Commission (SEC), ubicada en Puerto Rico y Nueva York.
En 2012 inicia un grupo financiero europeo y funda en Ginebra, Suiza, Britannia Wealth Management, una firma administradora de activos, miembro de la Association Suisse des Gérants de Fortune (ASG). En 2016 fundó Britannia Financial Group (BFG), también en el área de la banca, valores, consultoría y gestión de inversiones. Britannia Financial Group es accionista de varias instituciones  financieras de todo el mundo.
También es propietario de Intermedia Limited, empresa accionista del Diario Las Américas, con sede en Miami, Florida. Herrera Velutini mantiene posición como miembro de la junta directiva de numerosas bancas corporativas y servicios financieros internacionales.
En agosto de 2022, Herrera Velutini fue acusado de financiar ilegalmente la campaña electoral de la exgobernadora de Puerto Rico Wanda Vázquez Garced a partir de una encuesta con estudios cuantitativos y cualitativos que encargara en 2020 a la empresa privada City Group London, para estudiar el panorama preelectoral en Puerto Rico. El abogado de Vázquez Garced declaró que la encuesta que dio paso a la acusación, tanto del banquero como de la funcionaria Vázquez Garced, no fue preparada para su beneficio. Al conocer la acusación, Herrera Velutini se presentó voluntariamente ante las autoridades y se declaró inocente. Recientemente contrató los servicios de Stryk Global Diplomacy, una empresa con sede en Washington, especializada en prestar servicios de asesoramiento estratégico, facilitar las interacciones con el gobierno de Estados Unidos y defender los intereses de sus clientes en diversos temas, para que le asesore en este caso.
A pesar de su declaración de inocencia, quedó demostrado que uno de los presuntos intermediarios a los que Velutini le entregó 25 mil dólares era realmente un funcionario encubierto del FBI. Días después de conocerse la acusación, el banquero renunció a la presidencia de la junta ejecutiva de Bancrédito, entidad que finalmente dejó de operar a raíz de este escándalo.

## Organizaciones benéficas
Julio Martín Herrera Velutini es miembro activo del Boys and Girls Club de Florida, miembro fundador del Baptist Hospital de Miami y fundador de la Fundación Lázaro creada para la protección y rescate de perros callejeros en Puerto Rico. A través de Interart Limited, el fondo de arte de la familia promueve iniciativas de educación y acceso al arte. 